# Nam Ki-il

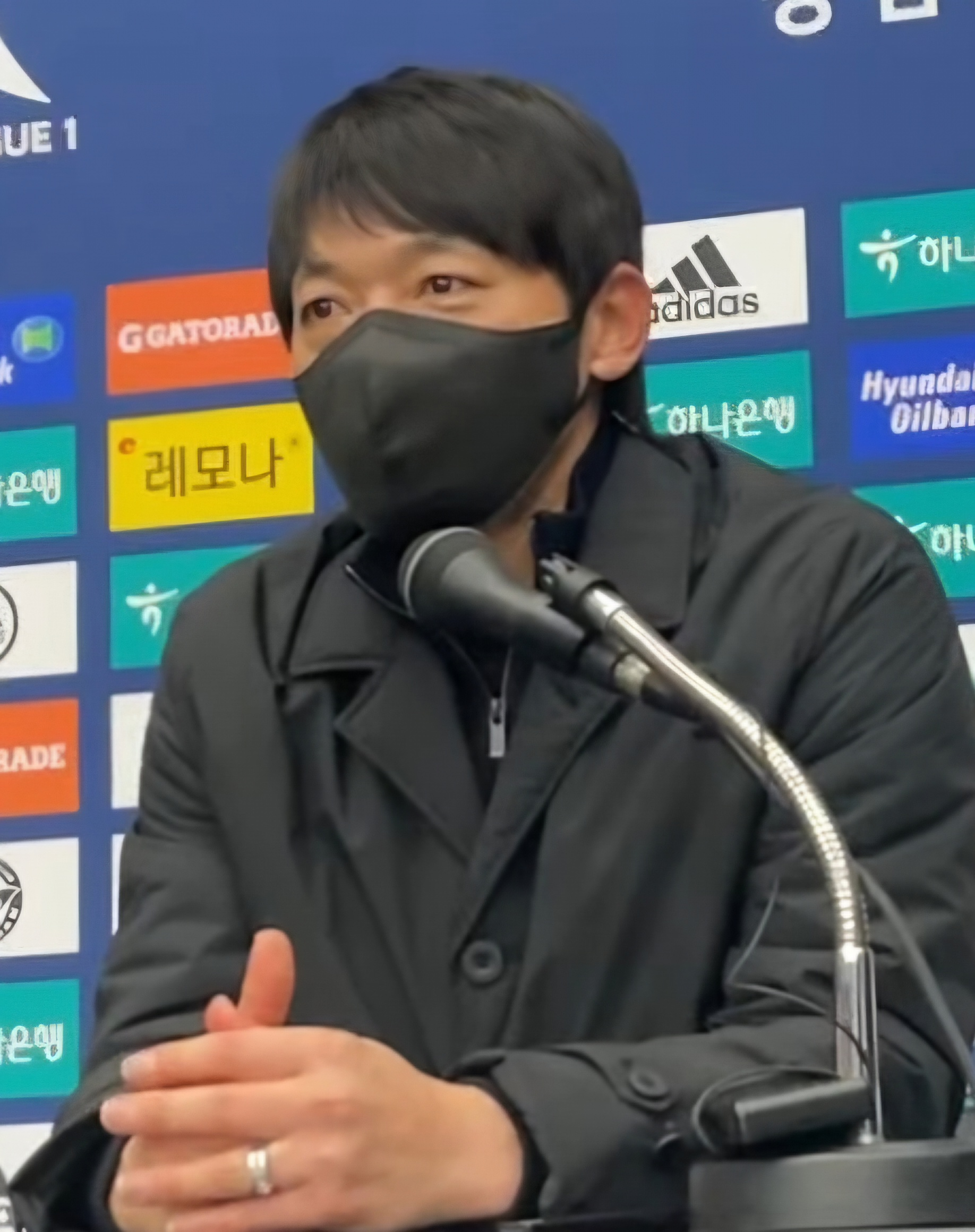
Nam Ki-il (2022)

Nam Ki-il (* 17. August 1974 in Suncheon) ist ein ehemaliger südkoreanischer Fußballspieler, der zuletzt beim Cheonan City FC spielte. Er steht bei Jeju United FC als Trainer unter Vertrag.

## Karriere als Spieler

### Jugendzeit
Nam Ki-il war von 1990 bis 1993 an der Kumho High School. Danach studierte er für vier Jahre an der Kyung-Hee-Universität und spielte für ihr Universitätsteam.

### Fußball-Karriere in Südkorea
Nam Ki-il unterschrieb nach seiner Universitätszeit bei Bucheon SK seinen ersten Profi-Vertrag. Mit Bucheon SK wurde er in der K League 2000 Vize-Meister und konnte den Korean FA Cup gewinnen. Ende 2003 wechselte er nach 122 Einsätzen für Bucheon SK zu Chunnam Dragons. Dort blieb er allerdings nicht lange. Ende 2004 verließ er den Verein wieder und ging zu Seongnam Ilhwa Chunma. 2006 konnte er mit Seongnam Meister werden. Im Korean FA Cup verlor er mit Seongnam das Finale. 2007 wurde er mit Seongnam in der K League Vize-Meister. Ende 2008 verließ er ebenfalls Seongnam und ging zum Korea-National-League-Verein Cheonan City FC. Dort wurde er Spielertrainer. Bis 2010 absolvierte er 40 Spiele für Cheonan und erzielte dabei 6 Tore. Ende 2010 beendete er seine Fußballkarriere und wurde Trainer.

## Karriere als Trainer
Von 2009 bis 2010 war er als Spielertrainer bei Cheonan City FC angestellt. Ende 2010 wechselte er zu Gwangju FC und wurde dort Co-Trainer. 2013 wurde er 2. Co-Trainer der Mannschaft. Ab 2013 war er für zwei Jahre Interimstrainer bei Gwangju. In den zwei Jahren führte er Gwangju FC in der K League Challenge 2014 zu den Play-off-Spielen und gewann die Relegation gegen Gyeongnam FC. 2015 wurde er Trainer von Gwangju. 2015 führte er sein Team zum Klassenerhalt. 2016 scheiterte sein Team denkbar knapp an den Meisterschaftsspielen. 2017 musste er einige Abgänge von Stammspielern verkraften, dennoch schaffte er es nicht, die Spieler zu ersetzen. Der Verein rutschte von Anfang an der Saison in den Abstiegskampf. Nach 25 Spieltagen stand der Verein auf Platz 12 mit 4 Punkten Rückstand auf den Relegationsplatz. Am 14. August 2017 entließ der Verein Nam Ki-il. Damit endete seine 6-jährige Gwangju-FC-Zeit.

## Erfolge
- 1× Korea-League-Cup-Champion 2000
- 1× K-League-Meister 2006
- 1× Aufstieg in die K League Classic 2014